# Camila Mendes
Camila Carraro Mendes (Charlottesville, Virginia, 1994. június 29. –) amerikai színésznő.
Legismertebb szerepe Veronica Lodge a The CW Riverdale című 2017-től futó sorozatában.

## Életpályája
Camila Mendes Virginia államban született 1994. június 29-én, de Miamiban nőtt fel. Van egy nővére, Kiara Moreno. Amikor tízéves volt, élt egy évet Brazíliában. Számos hónapot eltöltött a Riverdale meghallgatásain, miközben az utolsó évét töltötte a NYU Tisch School of the Arts iskolában, ahol képzőművészet (Bachelor of Fine Arts) szakból diplomázott, és a Tisch-i Stonestreet Film Acting Conservatory nevű színiiskolába is járt két szemeszter erejéig. Majd 2018 nyarán szerepelt a The Chainsmokers Side Effects slágerének a klipjében. Brazil gyökerei miatt folyékonyan beszél portugálul.

## Filmográfia

### Film
| Év   | Magyar cím             | Eredeti cím      | Szerep         | Magyar hang       |
| ---- | ---------------------- | ---------------- | -------------- | ----------------- |
| 2018 |                        | The New Romantic | Morgan         |                   |
| 2019 | Tökéletes pasi         | The Perfect Date | Shelby Pace    |                   |
| 2019 |                        | Coyote Lake      | Ester          |                   |
| 2020 | Palm Springs           | Palm Springs     | Tala           | Sipos Eszter Anna |
| 2020 | Veszélyes hazugságok   | Dangerous Lies   | Katie Franklin |                   |
| 2022 | Bosszúra készen        | Do Revenge       | Drea Torres    | Sipos Eszter Anna |
| 2024 | A csaj, aki képben van | Upgraded         | Ana Santos     | Koller Virág      |
| 2024 |                        | Música           | Isabella       |                   |

### Televízió
| Év        | Magyar cím       | Eredeti cím          | Szerep                  | Megjegyzések              |
| --------- | ---------------- | -------------------- | ----------------------- | ------------------------- |
| 2017-2023 | Riverdale        | Riverdale            | Veronica Lodge          | főszereplő                |
| 2017-2023 | Riverdale        | Riverdale            | Hermione Gomez fiatalon | 2 epizód (3., 5. évad)    |
| 2017-2023 | Riverdale        | Riverdale            | Velma                   | 1 epizód (6. évad)        |
| 2020      |                  | Day by Day           | Grace (hangja)          | podcastsorozat (1 epizód) |
| 2020      | A Simpson család | The Simpsons         | Morgan (hangja)         | 1 epizód (Aljas nyolcas)  |
| 2020      |                  | Dear Class of 2020   | önmaga                  | webes különkiadás         |
| 2020      |                  | Celebrity Substitute | önmaga                  | 2 epizód                  |
| 2021–2022 |                  | Fairfax              | Melody (hangja)         | főszereplő (8 epizód)     |

## Díjak és jelölések
| Év   | Díj                    | Kategória                         | Munka     | Eredmény |
| ---- | ---------------------- | --------------------------------- | --------- | -------- |
| 2017 | Teen Choice Awards     | TV kategória - Jelenetlopó        | Riverdale | Elnyerte |
| 2018 | MTV Movie & TV Awards  | Legjobb csók (Megosztva: KJ Apa)  | Riverdale | Jelölve  |
| 2018 | People’s Choice Awards | Az év sorozatszínésznője          | Riverdale | Jelölve  |
| 2018 | Teen Choice Awards     | Legjobb színésznő drámasorozatban | Riverdale | Jelölve  |
| 2018 | Teen Choice Awards     | Legjobb páros (Megosztva: KJ Apa) | Riverdale | Jelölve  |
| 2019 | Teen Choice Awards     | Legjobb színésznő drámasorozatban | Riverdale | Jelölve  |